# 珀夫河
50°55′24.2″N 8°28′31.2″E / 50.923389°N 8.475333°E

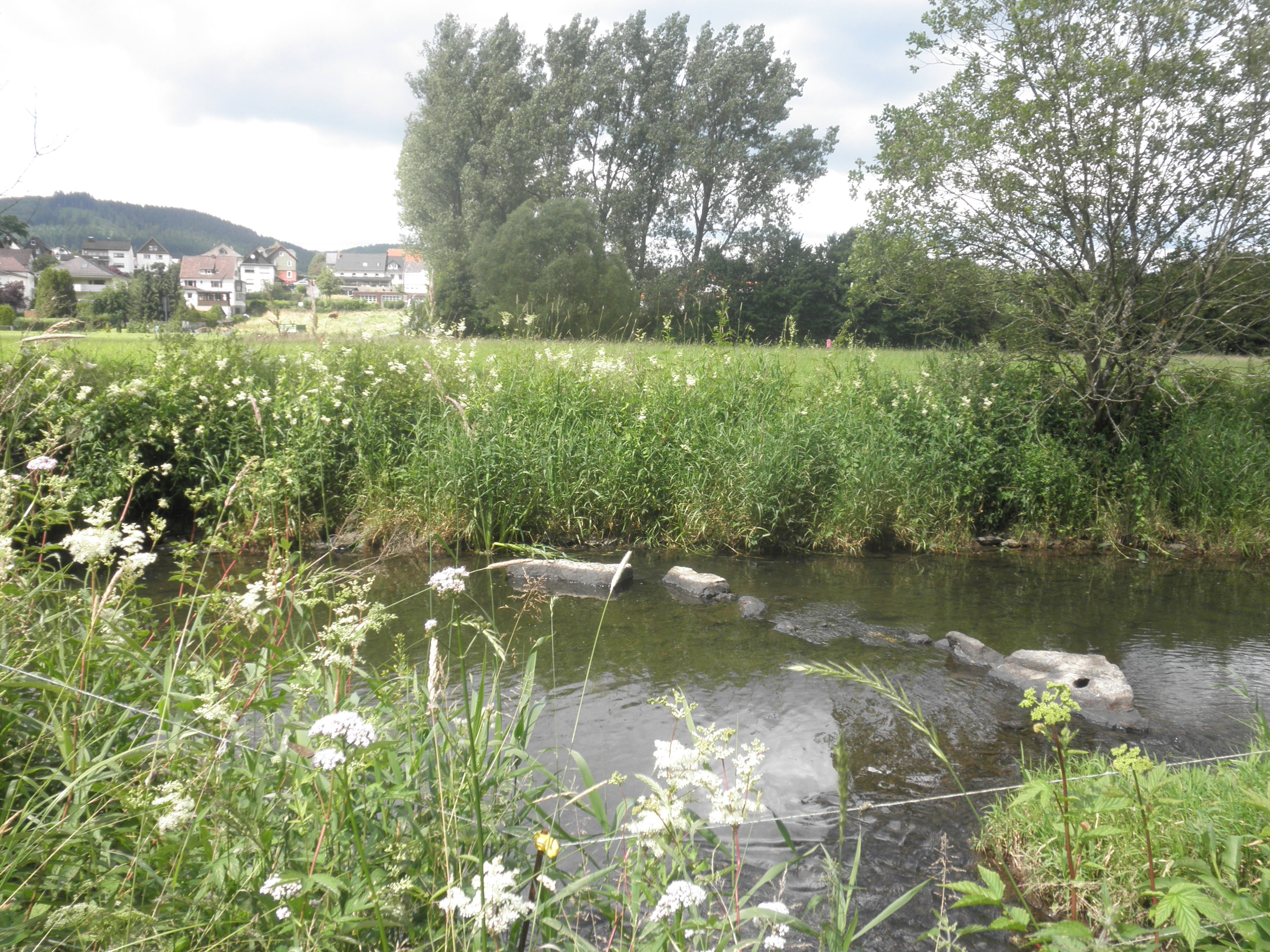
珀夫河

珀夫河（德語：Perf），是德國的河流，位於該國中部，由黑森州負責管轄，屬於蘭河的支流，河道全長20公里，流域面積113.3平方公里，河口處在比登科普夫。